# Киевский городской голова
Ки́евский городско́й голова́ (укр. Київський міський голова; разг. мэр Киева) — выборная должность главы местного самоуправления города Киева, столицы Украины. Городской голова избирается на местных выборах сроком на 5 лет. Должность городского головы была создана после принятия Конституции Украины 1996 года и Закона Украины «О местном самоуправлении на Украине».
После выхода Закона Украины «о местном самоуправлении» с 12 июня 1997 года статус Киевского городского головы получил Леонид Косаковский, занимавший до этого должность председателя Киевского городского совета.
В настоящее время Киевским городским головой является Виталий Кличко.
Согласно закону «О столице Украины — городе-герое Киеве» Киевский городской голова одновременно исполнял функции главы Киевской городской государственной администрации. Александр Омельченко и Леонид Черновецкий совмещали должности глав представительской и исполнительной власти. После внесения Верховной радой Украины в 2010 году изменений в закон «О столице Украины — городе-герое Киеве», должности Киевского городского головы и главы Киевской городской государственной администрации были разделены.

## Полномочия Киевского городского головы
Полномочия Киевского городского головы определяются законом от 21.05.1997 № 280/97-ВР «О местном самоуправлении на Украине» и законом от 15.01.1999 № 401-XIV «О столице Украины — городе-герое Киеве».
1. Участие в подготовке проектов законов Украины, а также актов Президента Украины и Кабинета Министров Украины по вопросам Киева;
2. Участие в решении вопросов по городским мероприятиям общегосударственного и международного характера;
3. Участие в заседаниях Кабинета Министров Украины по вопросам касающимся Киева;
4. Вынесение Президенту Украины или Кабинету Министров Украины проектов связанных с Киевом;
5. Участие в решении вопросов о расположении в Киеве государственных органов.

## Выборы городского головы
Киевский городской голова избирается выборами в соответствии с законом от 10.07.2010 № 2487-VI «О выборах депутатов Верховной Рады Автономной Республики Крым, местных советов и сельских, поселковых, городских голов».
По данным Киевской городской избирательной комиссии, Леонид Черновецкий выиграл выборы в 2006 году, набрав 31,83 % голосов избирателей, Виталий Кличко занял второе место с 23,7 %, а Александр Омельченко занял третье место с 21,2 %.
По результатам очередных местных выборов 16 ноября 2015 года Виталий Кличко победил во втором туре Борислава Березу, набрав 65,5 % голосов и таким образом переизбравшись на свой пост.
На местных выборах в 2020 году победу вновь одержал Виталий Кличко уже в первом туре.

## Список городских голов
|       | Имя                                | Фото | Дата избрания  | Дата освобождения от должности | Партия                              | Глава государства                                            |
| ----- | ---------------------------------- | ---- | -------------- | ------------------------------ | ----------------------------------- | ------------------------------------------------------------ |
| 1     | Леонид Григорьевич Косаковский     |      | 12 июня 1997   | 12 мая 1998                    | Беспартийный                        | Леонид Кучма                                                 |
| 2     | Александр Александрович Омельченко |      | 30 мая 1999    | 14 апреля 2006                 | Наша Украина — Народная самооборона | Леонид Кучма Виктор Ющенко                                   |
| 3     | Леонид Михайлович Черновецкий      |      | 14 апреля 2006 | 12 июля 2012                   | Блок Леонида Черновецкого           | Виктор Ющенко Виктор Янукович                                |
| И. о. | Галина Фёдоровна Герега            |      | 12 июля 2012   | 5 июня 2014                    | —                                   | Виктор Янукович Александр Турчинов (и. о.)                   |
| 4     | Виталий Владимирович Кличко        |      | 5 июня 2014    |                                | УДАР                                | Александр Турчинов (и. о.) Пётр Порошенко Владимир Зеленский |